# علی سیسای
علی سیسای (انگلیسی: Alie Sesay؛ زادهٔ ۲ اوت ۱۹۹۴) بازیکن فوتبال اهل بریتانیا است.
از باشگاه‌هایی که در آن بازی کرده‌است می‌توان به باشگاه فوتبال کمبریج یونایتد، باشگاه فوتبال کولچستر یونایتد، باشگاه فوتبال بارنت، و باشگاه فوتبال لستر سیتی اشاره کرد.
وی همچنین در تیم ملی فوتبال سیرالئون بازی کرده‌است.